# Roberto Pereyra
Roberto Maximiliano Pereyra (San Miguel de Tucumán, Tucumán, Argentina, 7 de enero de 1991) es un futbolista argentino. Juega de volante o mediapunta en el AEK Atenas F. C. de la Superliga de Grecia.

## Trayectoria

### River Plate

#### Temporada 2009-10
Surgió en UTA de Tucumán y luego pasó al Club Atlético Cadetes de San Martín, con el que debutó en la Primera División de la Liga Marplatense de Fútbol a los 16 años. Luego fue llevado a River Plate por los dirigentes del club de Mar del Plata, en el que finalmente se quedó. Su debut en primera división se dio el 16 de mayo de 2009 frente a Huracán, en un encuentro que River perdió por 4:0, válido por el Torneo Clausura 2009. 
Para el siguiente campeonato, ya al cargo del nuevo técnico Leonardo Astrada, aparecieron junto a Pereyra otros juveniles como Lucas Orban, Mauro Díaz, Daniel Villalva y Gustavo Bou. El joven jugador tendría más continuidad en el primer equipo de River Plate portando la camiseta número 37. Su debut en el Torneo Apertura 2009 se produjo el 15 de noviembre en la victoria 3-1 ante Atlético Tucumán. Ingresó a los 45 minutos en reemplazo de Lucas Orban. El "Tucu" tuvo un disparo al arco pero no pudo convertir.
El 22 de noviembre tuvo su primer partido como titular en un empate 1-1 de visitante ante Godoy Cruz en el Estadio Mundialista. En este disputó los 90 minutos del partido. El 13 de diciembre ante Club Atlético Tigre (también como visitante) lograría la victoria por 2-0 para los de River Plate. El "Tucu" Pereyra ingresaría a los 88 minutos en reemplazo de Diego Barrado. Ese sería su último partido en este campeonato. En el Torneo Apertura 2009 solo jugaría 5 partidos, 2 de suplente y 3 de titular. Aquí empezaría a tener sus primares apariciones en la máxima categoría del fútbol argentino.
En el arranque, el elenco de Leonardo Astrada se preparaba para el Torneo Clausura 2010, mientras que Roberto Pereyra tendría su debut el 7 de marzo en el clásico ante Independiente. Ingresaría a los 83 minutos en reemplazo de Matias Abelairas. El 17 de abril, con la partida de Leonardo Astrada por malos resultados, ingresó al cargo de director técnico Ángel Cappa. Con él, Pereyra jugaría todos los últimos partidos de ese campeonato.
Jugaría los partidos contra Godoy Cruz, Estudiantes de la Plata, Vélez Sarsfield, Racing Club y CA Tigre. Todos como titular. En ese torneo jugaría 8 partidos, 2 como suplente y 6 como titular. En total jugó 13 partidos.

#### Temporada 2010-11
En el comienzo del Torneo Apertura 2010, ya sentado en el banco, Ángel Cappa lo tendría muy en cuenta de cara al inicio del torneo. Pereyra se perdería el debut ante CA Tigre en la fecha 1. El 15 de agosto iniciaría como titular con la camiseta de River Plate ante Huracán en el Estadio Tomás Adolfo Ducó que sería victoria 1-0 en la fecha 2. 
En la jornada siguiente el 22 de agosto el "Tucu" jugaría su segundo partido como titular en la victoria 3-2 ante el clásico rival Independiente. En ese partido River Plate acumularía su tercer triunfo de manera consecutiva en el Torneo Apertura. Su primera derrota llegaría el 5 de septiembre ante Vélez Sarsfield por 2-1. Pereyra también en el 11 titular del equipo salió a los 64 minutos del partido y en su lugar ingresaría Mariano Pavone. El 16 de noviembre llegaría el partido más esperado, el Superclásico, para River Plate y Pereyra jugaría su segundo clásico en su carrera, el primero desde el inicio del partido, ante el rival de toda la vida Boca Juniors en el estadio El Monumental que terminaría en victoria para los millonarios 1-0.
En el torneo jugaría casi todos los partidos. River Plate hizo una suma importante de puntos y quedó en el cuarto puesto con 31 puntos que lo tendría campeón a Estudiantes de La Plata. De cara al Torneo Clausura 2011 el objetivo del club millonario era sumar la mayor cantidad de puntos y evitar el descenso a la Primera B Nacional.
El 20 de febrero, en el debut del Torneo Clausura ante Huracán, Pereyra estuvo de nuevo en el primer equipo que sería victoria 2-0 y todo hacía pensar que el descenso era algo impensado. El 30 de abril, en el partido contra Racing Club como visitante, River Plate ganaría por la mínima 1-0 y el Tucu ingresaría en el segundo tiempo en reemplazo de Mariano Pavone y jugaría todos los 45 minutos finales. Ese sería el último triunfo del millonario en todo lo que daba del Torneo Clausura lo cual lo ponía a en zona de promoción para jugar un partido contra Belgrano de Córdoba los partidos consistían en partidos de ida y vuelta.
El 22 de junio se jugaría el primer partido de promoción y River Plate sería visitante de Belgrano de Córdoba en el Estadio Gigante de Alberdi. Pereyra fue uno de los centrocampistas que presentó como titular en el partido. En ese partido terminaría en derrota 2-0 lo cual fue sorpresa para muchos y dejó a River Plate a un paso del abismo. El 26 de junio se jugaría tal vez unos de los partidos más importantes de la historia de River Plate, el partido jugado en El Monumental el club cordobés llegaba con la ventaja 2-0 en la ida pero el partido de vuelta sería totalmente diferente. El club millonario jugaría un gran partido aunque el partido terminó 1-1 lo cual sentenció por primera vez en su historia a River Plate a jugar la B nacional 2011/12.
En el mes de agosto de 2011, River llevó a cabo la negociación para venderlo al Udinese, para que participe de la temporada 2011-12 en el fútbol europeo por unos 4,5 millones de euros. No sería el único jugador que se marcharía del club. Entre otros jugadores importantes estaban Juan Pablo Carrizo, Paulo Ferrari, Mariano Pavone o Diego Buonanotte.

### Udinese Calcio

#### Temporada 2011-12
Después de haberse jugado el Mundial de Fútbol Sub-20 con la selección argentina sub-20 y haber caído en los cuartos de final, el tucumano Roberto Pereyra fue presentado en el Udinese Calcio de Italia donde portaría la camiseta número 37 del equipo para jugar en la Serie A. Sería su primera experiencia en Europa y en unas de las ligas más poderosas del mundo.
El 29 de septiembre tendría su debut oficial con la camiseta del Udinese Calcio y su debut a nivel internacional en un partido contra el Celtic F. C. de Escocia en la Europa League. Fue su debut y primer partido como titular, solo jugó los 45 minutos del primer tiempo y salió en reemplazo de Mauricio Isla. El 3 de noviembre jugaría un partido todos los 90 minutos de nuevo en la Europa League en el grupo I; el Udinese Calcio se mediría ante el Atlético de Madrid de España el partido lo perderían por 4-0 y perdió la punta del grupo.
El 28 de enero el tucumano tendría su primer partido en la Serie A de Italia. Sería en la fecha 20 contra la Juventus de Turín e ingresaría a los 85 minutos en reemplazo del chileno Mauricio Isla en la derrota 2-1. Su primer partido como titular fue el día 18 de marzo en la Serie A se daría contra el S. S. C. Napoli en el empate 2-2 en un partido que jugaría los 86 minutos del partido y saldría en reemplazo de Joel Ekstrand.
El 29 de abril el Udinese Calcio jugaría contra la S. S. Lazio en una victoria 2-0. El joven argentino Roberto Pereyra se estrenó con el primer gol en Europa y en su carrera sería después de una acto curioso después de una confusión con el silbato del árbitro, así, el volante albinegro pudo anotar con el arco libre y metió el 2 a 0.

#### Temporada 2012-13
Para el comienzo de la temporada el gran objetivo sería ingresar a la fase de grupos de la Champions League. Roberto Pereyra, ya afianzado como titular por el técnico Francesco Guidolin, jugaría el partido de ida de los playoffs el 22 de agosto. Su rival sería como visitante el Sporting Braga de Portugal en el empate 1-1. El 28 de agosto en el partido de vuelta el "Tucu" salió nuevamente como titular en este partido clave en Italia y se repetiría el mismo resultado, un empate con el mismo marcador. Pereyra saldría a los 68 minutos por Giovanni Pasquale y todo se difiniria en la tanda de penales donde perdería y se tendría que conformar con jugar la Europa League.
Convirtió su primer gol en la temporada con el Udinese ante la Lazio poniendo el 2-0 final del partido.
Concretó su primer gol en el Calcio contra el Parma. Había convertido el 2-1, pero terminó empatando 2-2 a los 89 minutos del partido, en la jornada 13 del campeonato.

### Juventus de Turín

#### Temporada 2014-15

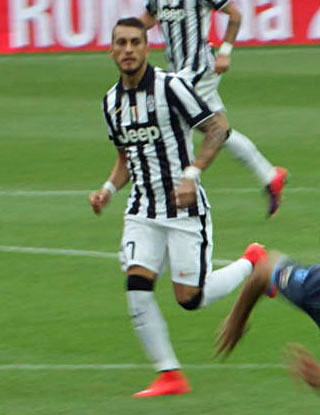
Pereyra jugando con Juventus de Turín en 2015

En el mes de julio de 2014, el tucumano es cedido por unos 1,5 millones de euros a préstamo con opción de compra a unos de los equipos más importantes de Europa, la Juventus de Turín, actual campeón de la Serie A para la temporada 2014/15 y también tendría de compañero a otro argentino como Carlos Tévez. El 25 de octubre el argentino Pereyra de 23 años ex-River Plate sería oficialmente presentado como nuevo jugador de la Juventus de Turín donde portaría la camiseta número 37 del club, que sus objetivos eran mantener el título de la Serie A y apuntaba a la Champions League como máximos objetivos.
Su debut oficial con la camiseta de la Juventus de Turín se daría el 30 de agosto en un partido de la Serie A 2014-15 contra el A. C. Chievo Verona como visitante donde obtendría la victoria por la mínima 1-0. Pereyra ingresaría a los 85 minutos en reemplazo del chileno Arturo Vidal en el cual argentino vería sus primeros minutos en la temporada. El 13 de septiembre Pereyra tendría su primer partido como titular contra su exequipo el Udinese Calcio que sería victoria 2-0 con un buen partido del "tucu" que saldría a los 85 por el Simone Padoin en la segundo fecha.
El 1 de octubre se daría el inicio a la Champions League. La Juventus en el grupo A se mediría como visitante en el Estadio Vicente Calderón contra el Atlético de Madrid de España, el equipo transalpino perdería 1-0 con el joven Pereyra ingresando en el segundo tiempo a los 78 por Martín Cáceres pero eso no alcanzaría para poder dar vuelta el partido. Roberto Pereyra por unas buenas actuaciones en el 11 del equipo se ganó una gran continuidad aunque siempre variaba en la suplencia y titularidad lucha el puesto con jugadores como Arturo Vidal, Rômulo, Paul Pogba y Andrea Pirlo.
El 15 de enero el equipo de la Juventus aplastó por 6-1 al Hellas Verona en la Copa Italia con una gran actuación de Roberto Pereyra que participó en los goles de su equipo y también haría su primer gol con la camiseta del club de Turín. Su gol sería tras sacarse de encima al defensor con un caño definió tres dedos al segundo palo con la salida del portero. En la misma semana el 18 de enero debería volver a verse las caras contra Hellas Verona pero esta vez sería en la Serie A aunque el resultado sería una nueva goleada esta vez por 4-0 sumándose de nuevo en el marcador Pereyra que tras una asistencia de Giorgio Chiellini que lo dejó mano a mano con el arquero y definió al ángulo del arco.
En junio (previo a la temporada 2015-16) La "Vecchia Signora" puso sobre la mesa 14 millones de euros para adquirir la ficha que pertenece al Udinese, por lo que a River irían a parar 400 mil euros de esa transacción. El jugador firmó hasta junio de 2019.

### Watford
El 19 de agosto de 2016, Pereyra se mudó a Watford con un contrato de cinco años por una tarifa no revelada.  Según un comunicado oficial del club emitido por la Juventus, la transferencia tiene un valor de 13 millones de euros, con una posible bonificación de 2 millones de euros, que se pagarán durante un período de cuatro años.  Se le asignó la camiseta número 37 para la temporada 2016-17.  En su debut en Watford, Pereyra anotó su primer gol para el club en la derrota en casa por 3-1 ante el Arsenal en la Premier League , el 27 de agosto.  El 5 de febrero de 2018, salió de la banca para anotar el cuarto gol en una goleada por 4-1 al Chelsea. 

### Udinese
Pereyra se reincorporó al Udinese italiano el 28 de septiembre de 2020 por una tarifa no revelada.

## Selección nacional
Ha sido internacional con la selección de fútbol sub-20 de Argentina.
Fue convocado por el Tata Martino para integrar el plantel en el Superclásico de las Américas, partido que se realizó el 11 de octubre de 2014, con Brasil imponiéndose 2-0. El 11 de mayo el entrenador de la selección argentina, Gerardo Martino, dio a conocer la lista inicial preliminar de 30 convocados, en la cual fue convocado Roberto Pereyra, para la Copa América que se realizaba en Chile y que se jugaría desde el 11 de junio al 4 de julio próximos.

### Participaciones en Copas del Mundo
| Copa                     | Sede     | Resultado        | Partidos | Goles |
| ------------------------ | -------- | ---------------- | -------- | ----- |
| Copa Mundial Sub-20 2011 | Colombia | Cuartos de final | 4        | 0     |

### Participaciones en Copa América
| Copa              | Sede   | Resultado    | Partidos | Goles |
| ----------------- | ------ | ------------ | -------- | ----- |
| Copa América 2015 | Chile  | Subcampeón   | 2        | 0     |
| Copa América 2019 | Brasil | Tercer lugar | 1        | 0     |

### Goles internacionales
| # | Fecha                 | Lugar                                            | Rival     | Gol   | Resultado | Competición |
| - | --------------------- | ------------------------------------------------ | --------- | ----- | --------- | ----------- |
| 1 | 11 de octubre de 2018 | Estadio Príncipe Faisal bin Fahd, Arabia Saudita | Irak      | 2 - 0 | 4 - 0     | Amistoso    |
| 2 | 8 de junio de 2019    | Estadio San Juan del Bicentenario, Argentina     | Nicaragua | 5 - 1 | 5 - 1     | Amistoso    |

## Estadísticas

### Clubes
Actualizado de acuerdo al último partido jugado el 31 de julio de 2025.
| Club                        | Div.          | Temporada     | Liga  | Liga  | Liga   | Copas nacionales | Copas nacionales | Copas nacionales | Torneos internacionales | Torneos internacionales | Torneos internacionales | Total | Total | Total  |
| Club                        | Div.          | Temporada     | Part. | Goles | Asist. | Part.            | Goles            | Asist.           | Part.                   | Goles                   | Asist.                  | Part. | Goles | Asist. |
| --------------------------- | ------------- | ------------- | ----- | ----- | ------ | ---------------- | ---------------- | ---------------- | ----------------------- | ----------------------- | ----------------------- | ----- | ----- | ------ |
| C. A. River Plate Argentina | 1.ª           | 2008-09       | 1     | 0     | 0      | —                | —                | —                | —                       | —                       | —                       | 1     | 0     | 0      |
| C. A. River Plate Argentina | 1.ª           | 2009-10       | 15    | 0     | 1      | —                | —                | —                | —                       | —                       | —                       | 15    | 0     | 1      |
| C. A. River Plate Argentina | 1.ª           | 2010-11       | 29    | 0     | 3      | —                | —                | —                | —                       | —                       | —                       | 29    | 0     | 3      |
| C. A. River Plate Argentina | Total club    | Total club    | 45    | 0     | 4      | 0                | 0                | 0                | 0                       | 0                       | 0                       | 45    | 0     | 4      |
| Udinese Calcio · Italia     | 1.ª           | 2011-12       | 11    | 1     | 1      | 1                | 0                | 0                | 3                       | 0                       | 0                       | 15    | 1     | 1      |
| Udinese Calcio · Italia     | 1.ª           | 2012-13       | 37    | 5     | 2      | 1                | 0                | 0                | 8                       | 0                       | 0                       | 46    | 5     | 2      |
| Udinese Calcio · Italia     | 1.ª           | 2013-14       | 36    | 2     | 6      | 4                | 0                | 0                | 3                       | 0                       | 1                       | 43    | 2     | 7      |
| Juventus F. C. · Italia     | 1.ª           | 2014-15       | 35    | 4     | 3      | 5                | 2                | 0                | 12                      | 0                       | 1                       | 52    | 6     | 4      |
| Juventus F. C. · Italia     | 1.ª           | 2015-16       | 13    | 0     | 1      | 1                | 0                | 0                | 2                       | 0                       | 0                       | 16    | 0     | 1      |
| Juventus F. C. · Italia     | Total club    | Total club    | 48    | 4     | 4      | 6                | 2                | 0                | 14                      | 0                       | 1                       | 68    | 6     | 5      |
| Watford F. C. Inglaterra    | 1.ª           | 2016-17       | 13    | 2     | 3      | —                | —                | —                | —                       | —                       | —                       | 13    | 2     | 3      |
| Watford F. C. Inglaterra    | 1.ª           | 2017-18       | 32    | 5     | 3      | 2                | 0                | 1                | —                       | —                       | —                       | 34    | 5     | 4      |
| Watford F. C. Inglaterra    | 1.ª           | 2018-19       | 33    | 6     | 2      | 3                | 0                | 1                | —                       | —                       | —                       | 36    | 6     | 3      |
| Watford F. C. Inglaterra    | 1.ª           | 2019-20       | 28    | 3     | 0      | 4                | 2                | 1                | —                       | —                       | —                       | 32    | 5     | 1      |
| Watford F. C. Inglaterra    | Total club    | Total club    | 106   | 16    | 8      | 9                | 2                | 3                | 0                       | 0                       | 0                       | 115   | 18    | 11     |
| Udinese Calcio · Italia     | 1.ª           | 2020-21       | 34    | 5     | 8      | 1                | 0                | 0                | —                       | —                       | —                       | 35    | 5     | 8      |
| Udinese Calcio · Italia     | 1.ª           | 2021-22       | 24    | 3     | 5      | 1                | 2                | 1                | —                       | —                       | —                       | 25    | 5     | 6      |
| Udinese Calcio · Italia     | 1.ª           | 2022-23       | 34    | 5     | 8      | 2                | 0                | 1                | —                       | —                       | —                       | 36    | 5     | 9      |
| Udinese Calcio · Italia     | 1.ª           | 2023-24       | 27    | 4     | 4      | —                | —                | —                | —                       | —                       | —                       | 27    | 4     | 4      |
| Udinese Calcio · Italia     | Total club    | Total club    | 203   | 25    | 34     | 10               | 2                | 2                | 14                      | 0                       | 1                       | 227   | 27    | 37     |
| AEK Atenas F. C. · Grecia   | 1.ª           | 2024-25       | 25    | 0     | 0      | 4                | 0                | 0                | 1                       | 0                       | 0                       | 30    | 0     | 0      |
| AEK Atenas F. C. · Grecia   | 1.ª           | 2025-26       | 0     | 0     | 0      | —                | —                | —                | 2                       | 0                       | 0                       | 2     | 0     | 0      |
| AEK Atenas F. C. · Grecia   | Total club    | Total club    | 25    | 0     | 0      | 4                | 0                | 0                | 3                       | 0                       | 0                       | 32    | 0     | 0      |
| Total carrera               | Total carrera | Total carrera | 427   | 45    | 50     | 29               | 6                | 5                | 31                      | 0                       | 2                       | 487   | 51    | 57     |
| 1. 2. 3.                    |               |               |       |       |        |                  |                  |                  |                         |                         |                         |       |       |        |

### Selecciones nacionales
Actualizado de acuerdo al último partido jugado el 9 de octubre de 2019.
| Selección          | Año               | Amistosos | Amistosos | Amistosos | Eliminatorias | Eliminatorias | Eliminatorias | Continental | Continental | Continental | Mundial | Mundial | Mundial | Total | Total | Total  |
| Selección          | Año               | Part.     | Goles     | Asist.    | Part.         | Goles         | Asist.        | Part.       | Goles       | Asist.      | Part.   | Goles   | Asist.  | Part. | Goles | Asist. |
| ------------------ | ----------------- | --------- | --------- | --------- | ------------- | ------------- | ------------- | ----------- | ----------- | ----------- | ------- | ------- | ------- | ----- | ----- | ------ |
| Sub-20 Argentina   | 2011              | —         | —         | —         | —             | —             | —             | —           | —           | —           | 4       | 0       | 0       | 4     | 0     | 0      |
| Sub-20 Argentina   | Total             | 0         | 0         | 0         | 0             | 0             | 0             | 0           | 0           | 0           | 4       | 0       | 0       | 4     | 0     | 0      |
| Absoluta Argentina | 2014              | 4         | 0         | 0         | —             | —             | —             | —           | —           | —           | —       | —       | —       | 4     | 0     | 0      |
| Absoluta Argentina | 2015              | 4         | 0         | 1         | —             | —             | —             | 2           | 0           | 0           | —       | —       | —       | 6     | 0     | 1      |
| Absoluta Argentina | 2018              | 3         | 1         | 0         | —             | —             | —             | —           | —           | —           | —       | —       | —       | 3     | 1     | 0      |
| Absoluta Argentina | 2019              | 5         | 1         | 0         | —             | —             | —             | 1           | 0           | 0           | —       | —       | —       | 6     | 1     | 0      |
| Absoluta Argentina | Total             | 16        | 2         | 1         | 0             | 0             | 0             | 3           | 0           | 0           | 0       | 0       | 0       | 19    | 2     | 1      |
| Total selecciones  | Total selecciones | 16        | 2         | 1         | 0             | 0             | 0             | 3           | 0           | 0           | 4       | 0       | 0       | 23    | 2     | 1      |
| 1. 2.              |                   |           |           |           |               |               |               |             |             |             |         |         |         |       |       |        |

### Resumen estadístico
| Torneo                  | Part. | Goles | Asist. |
| ----------------------- | ----- | ----- | ------ |
| Liga                    | 427   | 45    | 50     |
| Copas nacionales        | 29    | 6     | 5      |
| Torneos internacionales | 31    | 0     | 2      |
| Selección absoluta      | 19    | 2     | 1      |
| Total                   | 506   | 53    | 58     |

## Palmarés

### Campeonatos nacionales
| Título              | Club           | País   | Año     |
| ------------------- | -------------- | ------ | ------- |
| Serie A             | Juventus F. C. | Italia | 2014-15 |
| Copa Italia         | Juventus F. C. | Italia | 2014-15 |
| Supercopa de Italia | Juventus F. C. | Italia | 2015    |
| Serie A             | Juventus F. C. | Italia | 2015-16 |
| Copa Italia         | Juventus F. C. | Italia | 2015-16 |